# فرنسيسكو كابريرا
فرنسيسكو كابريرا (بالإسبانية: Francisco Cabrera) هو دراج تشيلي، ولد في 9 يونيو 1979.

## وصلات خارجية
- فرنسيسكو كابريرا على موقع أرشيف الدراجات (الإنجليزية)